# Binomio
In matematica si definisce binòmio la somma algebrica di due monomi. 
{\displaystyle \left({a+b}\right)}
{\displaystyle \left({2x^{3}y-{2 \over 3}z}\right)}
Ciascuna lettera, di solito scritta in minuscolo, rappresenta un generico numero reale o complesso.

## Potenze di binomio

Una dimostrazione grafica dell'identità (a+b)^{2}=a^{2}+2ab+b^{2} (a-b)^{2}=a^{2}-2ab+b^{2}

Il quadrato di un binomio è dato dal quadrato del primo termine, più il doppio prodotto del primo per il secondo, più il quadrato del secondo:
{\displaystyle \left({a+b}\right)^{2}=a^{2}+2ab+b^{2}}
Il cubo di un binomio è dato dal cubo del primo monomio, più il triplo del prodotto del quadrato del primo monomio per il secondo, più il triplo del prodotto del primo monomio per il quadrato del secondo, più il cubo del secondo monomio:
{\displaystyle \left({a+b}\right)^{3}=a^{3}+3a^{2}b+3ab^{2}+b^{3}}
{\displaystyle \left({a-b}\right)^{3}=a^{3}-3a^{2}b+3ab^{2}-b^{3}}
{\displaystyle \left({a+b}\right)^{4}=a^{4}+4a^{3}b+6a^{2}b^{2}+4ab^{3}+b^{4}}
Per le potenze di ordine superiore si procede in modo simile:
{\displaystyle \left({a+b}\right)^{n}=a^{n}+C_{n,1}a^{n-1}b+C_{n,2}a^{n-2}b^{2}+\dots +C_{n,n-1}ab^{n-1}+b^{n}}
dove i {\displaystyle C_{n,1}}, {\displaystyle C_{n,2}}, {\displaystyle \dots }
sono i coefficienti binomiali ottenibili tramite il Triangolo di Tartaglia.